# Niedobór kofaktora molibdenowego
Niedobór kofaktora molibdenowego (ang. molybdenum cofactor deficiency) – rzadka choroba genetyczna. Schorzenie polega na wrodzonym niedoborze białkowego kofaktora enzymów zawierającego kation molibdenowy, do którego dochodzi wskutek mutacji genów zaangażowanych w syntezę tego kofaktora. Pierwszy z tych genów, MOCS1 (OMIM 603707) jest przepisywany na dwucistronowy transkrypt z dwiema ramkami odczytu. Do przekształcenia tego transkryptu do białkowej podjednostki kofaktora molibdenowego dochodzi wskutek reakcji katalizowanej przez enzym syntazę molibdopterynową, której białko kodowane jest przez gen MOCS2 (OMIM 603708). Gen MOCS2 koduje obie podjednostki enzymu, i jest przepisywany na pojedynczy transkrypt z dwiema zachodzącymi na siebie ramkami odczytu. Trzecia grupa mutacji powodujących niedobór kofaktora molibdenowego dotyczy genu białka gefiryny (GEPH; OMIM 603930). 
Kofaktor molibdenowy jest niezbędny do funkcjonowania trzech enzymów:
- oksydazy siarczynu
- dehydrogenazy ksantynowej
- oksydazy aldehydowej.